# Битва при Адуа
Би́тва при А́дуа — битва пройшла 1 березня 1896 року поблизу невеликого міста Адуа на півночі Ефіопії під час італо-ефіопської війни 1895-96 років.

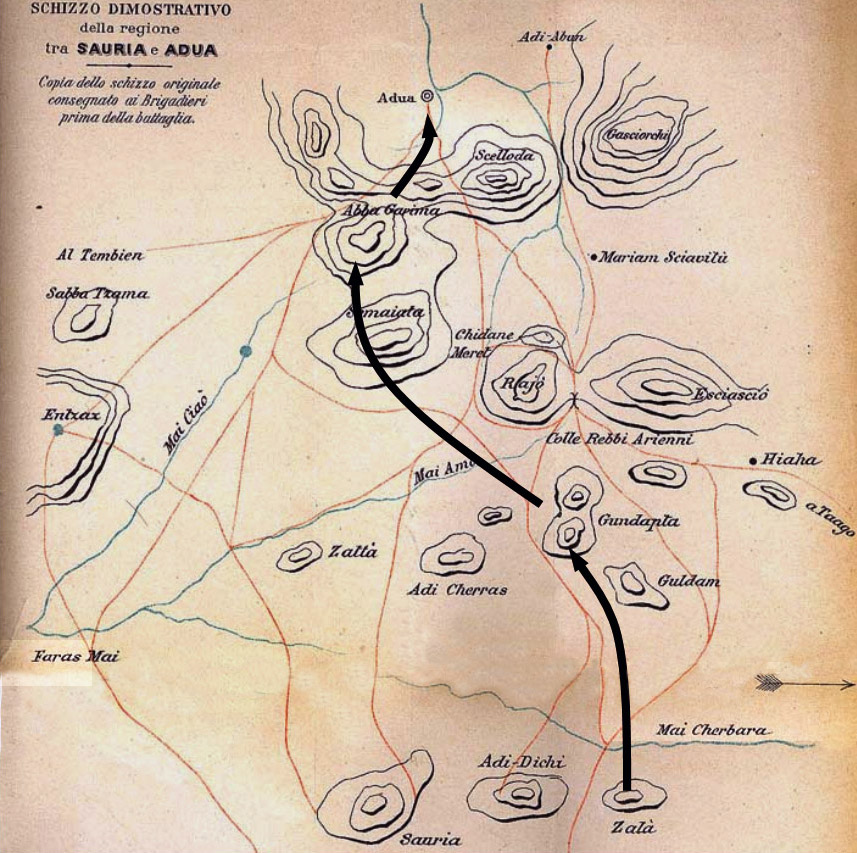
Карта битви при Адуа

Ефіопська армія мала приблизно 90 тис. осіб, в тому числі 80 тис. піхоти та 8,6 тис. кінноти. Італійський корпус під командуванням генерала Оресте Баратьєрі нараховував приблизно 18 тис. осіб. Італійські сили були розділені на 3 колони. Перша колона під командуванням генерала М.Альбертоне, яка перша атакувала ефіопські війська, була оточена та розбита. Друга колона під командуванням генерала Дж.Арімонді була атакована 30-тисячною армією на чолі з імператором Менеліком II та була розбита. На цій ділянці фронту діяли і тиграйські війська під командуванням раса Менгеші.
Найжорстокіший бій відбувся на ділянці фронту генерала В.Даборміди, якого атакувало 30-тисячне військо раса Меконнина. В ході 10-годинної битви італійці були оточені, генерал Даборміда вбитий. Італійці втратили приблизно 11 тис. вбитими, 3,5 тис. осіб було взято в полон. В руки ефіопів потрапила велика кількість озброєння. Втрати ефіопської армії становили 4 тис. вбитими та 6 тис. пораненими. Найважливішим фактором, який визначав кінець битви, було досягнуте напередодні війни об'єднання Ефіопії в єдину державу, в битві брали участь воїни з усіх областей країни. Поразка італійських військ поклала кінець першій італо-ефіопській війні. Італія була вимушена визнати суверенітет Ефіопії.

## У популярній культурі
1936 р. з нагоди «помсти» італійців ефіопам за поразку 1896 р. композитор Діно Олів'єрі написав марш-фокстрот «Адуа» на слова Ніно Растеллі.